# Te Wei
Te Wei (xinès tradicional: 特偉, xinès simplificat: 特伟, pinyin: Tè Wěi), (Xangai, 22 d'agost de 1915 - 4 de febrer de 2010) va ser un dibuixant de manhua i artista del cinema d'animació xinès. El seu nom de naixement era Sheng Song (xinès simplificat i tradicional: 盛松, pinyin: Shèng Sōng).
El nom Te Wei era el d'un nebot major que ell d'idees progressistes, al qual admirava i va demanar permís per a utilitzar el seu nom com a pseudònim. Comença a publicar historietes i dibuixos a principis de la dècada del 1920, amb dibuixos d'influència occidental i temàtica política que venia a les publicacions orientades a públic estranger de la seua ciutat natal. Va col·laborar en la propaganda anti-japonesa i a publicacions com Shidai Manhua. El fet d'unir-se a un col·lectiu d'artistes contraris a l'ocupació japonesa, va fer que haguera d'exiliar-se internament a Chongqing el 1940.

Historiadors del cinema asiàtic consideren que el naixement de l'animació moderna a la Xina va ser el 1949, quan el Ministeri de Cultura va convidar a una sèrie d'artistes a anar al nord-est del país per dur a terme cinema d'animació als estudis de Changchun, entre els quals es trobaven Te Wei i el pintor Jin Xi. Tot i que no tenia experiència en el camp, s'havia convertit una figura prominent de l'art de resistència contra el Japó, i a Chen Bo'er li agradava el seu estil, motiu pel qual el va reclutar. Tot i això, Te Wei no estava entusiasmat davant la possibilitat de dedicar-se a la producció d'animació, ja que trobava massa tediosa la tasca de repetir dibuixos.

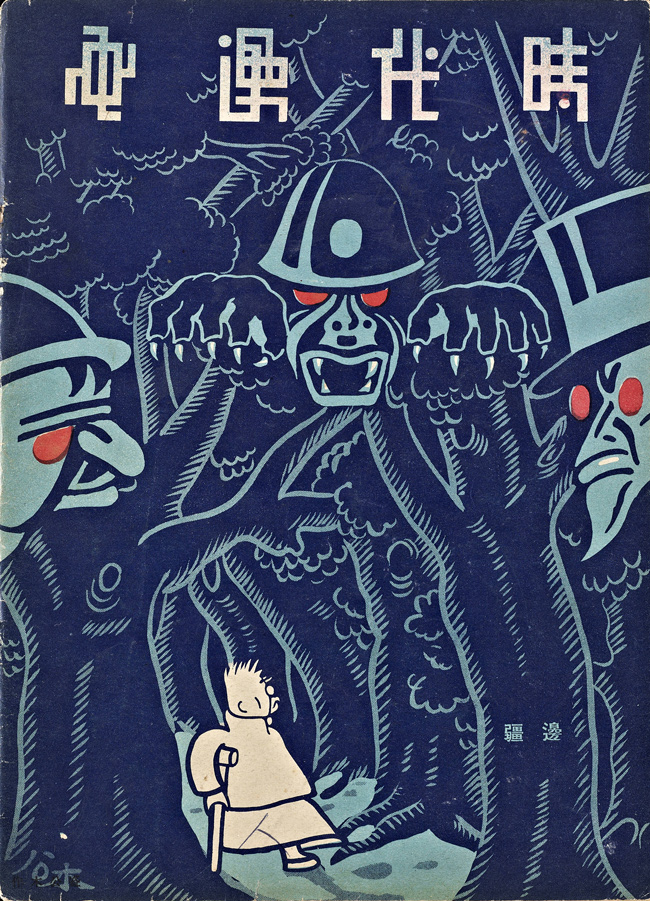
Portada de Te Wei per a Shidai Manhua.

L'any 1950, la secció d'animació es converteix en el Shanghai Animation Film Studio, canviant també de ciutat. Amb el canvi, Te Wei continua sent cap de departament.
Començà la producció artística seguint el marc de les normes del cinema soviètic però el seu estil va anar evolucionant. El 1956 dirigeix Jiao'ao de Jiangjun, amb influències tant de Walt Disney com de la tradició xinesa. La inspiració en la tradició pròpia responia a la decisió que l'animació xinesa hauria de reflectir els costums i l'estètica xineses. Així, a Zhu Baije Chi Xigua, s'experimenta amb la tècnica del paper tallat, i Xiao kedou zhao mama s'inspiraria en l'estil de pintura amb pinzell de Qi Baishi. En aquell moment, Te Wei estava en contacte amb personalitats com Zhou Enlai, amb qui parlava del futur de la indústria. El govern era prou laxe amb la indústria del cinema d'animació, la qual cosa els permetia gran llibertat creativa.
Durant la Revolució Cultural va sofrir la repressió que també afectà a altres artistes i intel·lectuals cosa que li impedí continuar amb la tasca d'animador. La seua pel·lícula del 1963 Mu Di, va ser assenyalada com dretana per obviar la temàtica de la lluita de classe. En conseqüència, la Guàrdia Roja li demanà una autocrítica sobre totes les pel·lícules de l'estudi, en tant que director.
El 15 de juny del 1977 va recuperar la seua posició com a director de l'estudi, si bé ja havia estat treballat abans amb l'estudi controlat per la Guàrdia Roja. La dècada de 1980 va ser la de major producció com a director de l'estudi, arribant a parlar bé de la Revolució Cultural en considerar que després dels patiments soferts, els animadors van tindre una gran explosió creativa posteriorment.
El 1989 va ser elegit com un dels quatre cineastes més destacats de la història de la República Popular de la Xina, entre d'altres reconeixements tant nacionals com internacionals.